# Франкавілла-Мариттіма
Франкавілла-Мариттіма (італ. Francavilla Marittima, сиц. Francavilla Marittima) — муніципалітет в Італії, у регіоні Калабрія,  провінція Козенца.
Франкавілла-Мариттіма розташована на відстані близько 410 км на південний схід від Рима, 105 км на північ від Катандзаро, 60 км на північ від Козенци.
Населення — 2920 осіб (2014).
Щорічний фестиваль відбувається 7 серпня. Покровитель — San Gaetano.

## Демографія
Населення за роками:

Станом на 1 січня 2023 року в муніципалітеті офіційно проживало 220 іноземців з 14 країн, серед них 57 громадян країн Євросоюзу та 2 громадяни України.

## Сусідні муніципалітети
- Кассано-алло-Йоніо
- Черк'яра-ді-Калабрія
- Чивіта
- Віллап'яна